# James Horsfield
James Horsfield (nacido el 21 de septiembre de 1995) es un futbolista profesional inglés que juega como lateral derecho .

## Carrera profesional

### Manchester City
Horsfield pasó por la cantera del Manchester City Manchester City, firmando como becario de primer año en julio de 2012, después de haber estado en el club durante diez años. En julio de 2015 marcó un penalti contra la Roma en la International Champions Cup de Melbourne. En el año 2017, Horsfield firmó una extensión de contrato por un año, extendiendo su contrato en el club hasta junio de 2018.

#### Doncaster Rovers (cedido)
El 28 de septiembre de 2015, Horsfield fichó por Doncaster Rovers en un contrato de préstamo de emergencia de 28 días. Debutó un día después. Hizo un total de 3 partidos y regresó al City.

#### NAC Breda (préstamo)
El 17 de enero de 2017, Horsfield fue cedido al NAC Breda de la Eerste Divisie holandesa para el resto de la temporada. Debutó el 3 de febrero, contra Den Bosch . El 13 de marzo, Horsfield marcó su primer gol como sénior, en la victoria por 2-0 sobre Fortuna Sittard .

### NAC Breda
Tras su período de cesión, Horsfield fichó definitivamente por el NAC Breda el 24 de julio de 2017, firmando un contrato de tres años en el club de la Eredivisie .

### Scunthorpe United
El 17 de julio de 2018, Horsfield fichó por el club Scunthorpe United de la EFL League One con un contrato de dos años. Debutó en la liga en la victoria a domicilio por 2-1 contra el Coventry City .
Horsfield fue cedido al Dundee en enero de 2019.
Horsfield fue cedido nuevamente en octubre de 2019, esta vez a Wrexham .

### Wrexham
Horsfield volvería al Wrexham el 15 de septiembre de 2020, firmando un contrato de un año tras una exitosa prueba con el club.

### Chester
El 17 de septiembre de 2021, Horsfield firmó un contrato a corto plazo con el Chester de la Liga Nacional Norte .